# ヌルスルタン・ヌルルィ・ジョル駅
アスタナ・ヌルルィ・ジョル駅（カザフ語: Acтана-Нұрлы жол、は、カザフスタンの首都アスタナにある鉄道駅である。2017年6月1日開業。

## 概要
2017年のアスタナ国際博覧会（Expo 2017）に合わせて建設された鉄道駅で、首都アスタナの鉄道ターミナル駅の一つとなっている。
モスクワへ向かう国際列車や、アルマティ、アティラウ、アクトベ、セメイ、クズロルダなどへの国内列車が発着している。
コンコース、きっぷ売り場、および、乗車口は3階にあり、その下の2階に2,550mの島式3面6線のプラットホームがある。プラットホームはすべて屋根で覆われている。3階と4階には、レストランや売店などがある。
現在、ライトレールが建設中で、完成すれば当駅とアスタナ国際空港が市中心部経由で結ばれる。